# FIFA 20
FIFA 20 es un videojuego de simulación de fútbol desarrollado por EA Sports. Está disponible en las plataformas de PlayStation 4, Xbox One, Microsoft Windows y Nintendo Switch (Versión Legacy). 
EA Sports lanzó la demo el 10 de septiembre de 2019 y el juego el día 27 de septiembre del mismo año. Es el primer juego de la franquicia en no estar disponible para PS3 y Xbox 360, siendo FIFA 19 el último. Fue el último juego de la saga 'Fifa' en contar con una demo gratuita. Además es el único juego de la saga en estar únicamente disponible en consolas de octava generación, ya que el posterior salió para la novena.
El extremo del Real Madrid, Eden Hazard, fue nombrado la nueva estrella de portada de la Edición Regular, con el defensor del Liverpool Virgil van Dijk en la portada de la Edición de Campeones. El excentrocampista de la Juventus y el Real Madrid, Zinedine Zidane, fue nombrado más tarde como la estrella de la portada de la Ultimate Edition.
El juego presenta VOLTA Football por primera vez, un nuevo modo que ofrece una variación en el juego tradicional de 11 contra 11 y se enfoca en juegos callejeros y de fútbol sala de lados pequeños. Se cree que el modo se centra en la antigua serie FIFA Street. En esta nueva versión del FIFA,  se pierde la licencia de la Juventus por el nuevo contrato con eFootball Pro Evolution Soccer 2020 por Konami. El equipo se llama Piemonte Calcio.
También el juego incluye la modalidad de poder personalizar tu propio personaje y poder empezar desde cero una carrera como jugador. Y a los que les guste manejar un club o crear uno también existe la modalidad de "modo carrera", que consiste en fundar tu club y llevarlo a lo más alto.

## Comentaristas
Estos son los comentaristas del juego, para cada idioma correspondiente:
| Región         | Idioma            | Comentaristas                                              |
| -------------- | ----------------- | ---------------------------------------------------------- |
| España         | Español europeo   | Manolo Lama Paco González Antonio Ruiz Ibai Llanos (Volta) |
| Hispanoamérica | Español americano | Fernando Palomo Mario Kempes                               |

## Competiciones disponibles

### Competiciones internacionales de Selecciones
En esta edición del videojuego destaca la ausencia de la FIFA Confederations Cup debido a la cancelación indefinida de la competición en la vida real. Por otro lado, a consecuencia del cambio de calendario de la CONMEBOL Copa América, la Copa Sudamérica (Competición ficticia basada en la CONMEBOL Copa América) se realizará el mismo año que el Campeonato Europeo (Competición ficticia basada en la UEFA Euro).
| Confederación | Competición        | Notas                                                   |
| ------------- | ------------------ | ------------------------------------------------------- |
|               | FIFA World Cup     | Competición licenciada.                                 |
|               | Campeonato Europeo | Competición ficticia basada en la UEFA Euro             |
|               | Copa Sudamérica    | Competición ficticia basada en la CONMEBOL Copa América |

### Competiciones internacionales de clubes
Este año se conservaron las principales competiciones internacionales europeas, además, a partir del 3 de marzo de 2020, se incluyeron las principales competiciones internacionales sudamericanas mediante un DLC gratuito.
| Confederación             | Competición                          | Notas                                                  |
| ------------------------- | ------------------------------------ | ------------------------------------------------------ |
|                           | UEFA Champions League                | Competición licenciada.                                |
| UEFA Europa League        | Competición licenciada.              |                                                        |
| UEFA Super Cup            | Competición licenciada.              |                                                        |
|                           | CONMEBOL Libertadores DLC            | Competición licenciada mediante DLC.                   |
| CONMEBOL Sudamericana DLC | Competición licenciada mediante DLC. |                                                        |
| CONMEBOL Recopa DLC       | Competición licenciada mediante DLC. |                                                        |
|                           | Copa Asiática                        | Competición ficticia basada en la AFC Champions League |

### Ligas Nacionales
Este año, el juego cuenta con la inclusión de la Liga I de Rumania. Las demás ligas disponibles siguen siendo las mismas que en FIFA 19. En cuanto al apartado Resto del Mundo, lo único destacable es la aparición del equipo emiratí Al-Ain.
| Confederación                  | País                     | Liga           |
| ------------------------------ | ------------------------ | -------------- |
|                                | Alemania                 | Bundesliga     |
| Bundesliga 2                   | Alemania                 |                |
| 3. Liga                        | Alemania                 |                |
| Austria                        | Ö. Bundesliga            |                |
| Bélgica                        | Pro League               |                |
| Dinamarca                      | 3F Superliga             |                |
| España                         | LaLiga Santander         |                |
| España                         | LaLiga SmartBank         |                |
| Francia                        | Ligue 1 Conforama        |                |
| Francia                        | Domino's Ligue 2         |                |
| Países Bajos                   | Eredivisie               |                |
| Irlanda                        | SSE Airtricity League    |                |
| Italia                         | Serie A TIM              |                |
| Italia                         | Serie BKT                |                |
| Noruega                        | Eliteserien              |                |
| Polonia                        | PKO Ekstraklasa          |                |
| Portugal                       | Liga NOS                 |                |
| Inglaterra Gales               | Premier League           |                |
| Inglaterra Gales               | EFL Championship         |                |
| Inglaterra Gales               | EFL League One           |                |
| Inglaterra Gales               | EFL League Two           |                |
| Escocia                        | Scottish Premiership     |                |
| Rumania                        | Liga I Nuevo             |                |
| Suecia                         | Allsvenskan              |                |
| Suiza                          | RSL                      |                |
| Turquía                        | Süper Lig                |                |
|                                | Argentina                | SAF            |
| Brasil                         | Brasileirao              |                |
| Chile                          | Campeonato AFP PlanVital |                |
| Colombia                       | Liga Dimayor             |                |
|                                | Arabia Saudita           | MBS Pro League |
| Australia                      | Hyundai A-League         |                |
| China                          | CSL                      |                |
| Corea del Sur                  | K-League 1               |                |
| Japón                          | Meiji Yasuda J1          |                |
|                                | Estados Unidos           | MLS            |
| México                         | Liga BBVA MX             |                |
|                                | Resto del Mundo          | Dinamo Zagreb  |
| HJK Helsinki                   | Resto del Mundo          |                |
| AEK Athens                     | Resto del Mundo          |                |
| Olympiacos CFP                 | Resto del Mundo          |                |
| Panathinaikos                  | Resto del Mundo          |                |
| PAOK                           | Resto del Mundo          |                |
| Slavia Praha                   | Resto del Mundo          |                |
| Sparta Praha                   | Resto del Mundo          |                |
| Viktoria Plzen                 | Resto del Mundo          |                |
| CSKA Moscú                     | Resto del Mundo          |                |
| Lokomotiv Moscú                | Resto del Mundo          |                |
| Spartak Moscú                  | Resto del Mundo          |                |
| Dinamo Kiev                    | Resto del Mundo          |                |
| FC Shajtar                     | Resto del Mundo          |                |
| Al Ain FC Nuevo                | Resto del Mundo          |                |
| Kaizer Chiefs                  | Resto del Mundo          |                |
| Orlando Pirates                | Resto del Mundo          |                |
| MLS All-Stars Desbloqueable    | Resto del Mundo          |                |
| Adidas All Stars Desbloqueable | Resto del Mundo          |                |
| Soccer Aid                     | Resto del Mundo          |                |

### Equipos de laCONMEBOL Libertadoresy laCONMEBOL Sudamericana
A partir del 3 de marzo de 2020, se añadieron las principales competiciones internacionales sudamericanas (La CONMEBOL Libertadores, la CONMEBOL Sudamericana y la CONMEBOL Recopa), en consecuencia, también se incluyeron algunos clubes participantes de aquellos torneos, sin embargo, los nuevos equipos no podrán ser utilizados en el Modo Carrera.
CONMEBOL Libertadores
Corresponden a los 32 equipos clasificados directamente a la fase de grupos de la CONMEBOL Libertadores 2020. Los equipos clasificados por país, se ordenan por orden alfabético.
| Confederación       | Competición                   | País      | Club                 | Jugadores reales |
| ------------------- | ----------------------------- | --------- | -------------------- | ---------------- |
|                     |                               | Argentina | Boca Juniors Regresa | Sí               |
| Defensa y Justicia  | Sí                            | Argentina |                      |                  |
| Racing Club         | Sí                            | Argentina |                      |                  |
| River Plate Regresa | Sí                            | Argentina |                      |                  |
| Tigre Regresa       | Sí                            | Argentina |                      |                  |
| Bolivia             | Bolívar Nuevo                 | Sí        |                      |                  |
| Bolivia             | Jorge Wilstermann Nuevo       | Sí        |                      |                  |
| Brasil              | Athletico Paranaense          | No        |                      |                  |
| Brasil              | Flamengo                      | No        |                      |                  |
| Brasil              | Grêmio                        | No        |                      |                  |
| Brasil              | Internacional                 | No        |                      |                  |
| Brasil              | Palmeiras                     | No        |                      |                  |
| Brasil              | Santos                        | No        |                      |                  |
| Brasil              | São Paulo                     | No        |                      |                  |
| Chile               | Colo-Colo Regresa             | Sí        |                      |                  |
| Chile               | Universidad Católica          | Sí        |                      |                  |
| Colombia            | América de Cali               | Sí        |                      |                  |
| Colombia            | Independiente Medellín        | Sí        |                      |                  |
| Colombia            | Junior                        | Sí        |                      |                  |
| Ecuador             | Barcelona Nuevo               | Sí        |                      |                  |
| Ecuador             | Delfín Nuevo                  | Sí        |                      |                  |
| Ecuador             | Independiente del Valle Nuevo | Sí        |                      |                  |
| Ecuador             | LDU Quito Nuevo               | Sí        |                      |                  |
| Paraguay            | Guaraní Nuevo                 | Sí        |                      |                  |
| Paraguay            | Libertad Nuevo                | Sí        |                      |                  |
| Paraguay            | Olimpia Nuevo                 | Sí        |                      |                  |
| Perú                | Alianza Lima Nuevo            | Sí        |                      |                  |
| Perú                | Deportivo Binacional Nuevo    | Sí        |                      |                  |
| Uruguay             | Nacional Nuevo                | Sí        |                      |                  |
| Uruguay             | Peñarol Nuevo                 | Sí        |                      |                  |
| Venezuela           | Caracas Nuevo                 | Sí        |                      |                  |
| Venezuela           | Estudiantes de Mérida Nuevo   | Sí        |                      |                  |

### CONMEBOL Sudamericana
Corresponden a los 44 equipos clasificados a la primera fase de la CONMEBOL Sudamericana 2020. Los equipos clasificados por país, se ordenan por orden alfabético.
| Confederación   | Competición                | País      | Club               | Jugadores reales |
| --------------- | -------------------------- | --------- | ------------------ | ---------------- |
|                 |                            | Argentina | Argentinos Juniors | Sí               |
| Huracán         | Sí                         | Argentina |                    |                  |
| Independiente   | Sí                         | Argentina |                    |                  |
| Lanús           | Sí                         | Argentina |                    |                  |
| Unión           | Sí                         | Argentina |                    |                  |
| Vélez Sarsfield | Sí                         | Argentina |                    |                  |
| Bolivia         | Always Ready Nuevo         | Sí        |                    |                  |
| Bolivia         | Blooming Nuevo             | Sí        |                    |                  |
| Bolivia         | Nacional Potosí Nuevo      | Sí        |                    |                  |
| Bolivia         | Oriente Petrolero Nuevo    | Sí        |                    |                  |
| Brasil          | Atlético Mineiro           | No        |                    |                  |
| Brasil          | Bahia                      | No        |                    |                  |
| Brasil          | Fluminense                 | No        |                    |                  |
| Brasil          | Fortaleza                  | No        |                    |                  |
| Brasil          | Goiás                      | No        |                    |                  |
| Brasil          | Vasco da Gama              | No        |                    |                  |
| Chile           | Audax Italiano             | Sí        |                    |                  |
| Chile           | Coquimbo Unido             | Sí        |                    |                  |
| Chile           | Huachipato                 | Sí        |                    |                  |
| Chile           | Unión La Calera            | Sí        |                    |                  |
| Colombia        | Atlético Nacional          | Sí        |                    |                  |
| Colombia        | Deportivo Cali             | Sí        |                    |                  |
| Colombia        | Deportivo Pasto            | Sí        |                    |                  |
| Colombia        | Millonarios                | Sí        |                    |                  |
| Ecuador         | Aucas Nuevo                | Sí        |                    |                  |
| Ecuador         | El Nacional Nuevo          | Sí        |                    |                  |
| Ecuador         | Emelec Nuevo               | Sí        |                    |                  |
| Ecuador         | Universidad Católica Nuevo | Sí        |                    |                  |
| Paraguay        | Nacional Nuevo             | Sí        |                    |                  |
| Paraguay        | River Plate Nuevo          | Sí        |                    |                  |
| Paraguay        | Sol de América Nuevo       | Sí        |                    |                  |
| Paraguay        | Sportivo Luqueño Nuevo     | Sí        |                    |                  |
| Perú            | Atlético Grau Nuevo        | Sí        |                    |                  |
| Perú            | Cusco Nuevo                | Sí        |                    |                  |
| Perú            | Melgar Nuevo               | Sí        |                    |                  |
| Perú            | Sport Huancayo Nuevo       | Sí        |                    |                  |
| Uruguay         | Fénix Nuevo                | Sí        |                    |                  |
| Uruguay         | Liverpool Nuevo            | Sí        |                    |                  |
| Uruguay         | Plaza Colonia Nuevo        | Sí        |                    |                  |
| Uruguay         | River Plate Nuevo          | Sí        |                    |                  |
| Venezuela       | Aragua Nuevo               | Sí        |                    |                  |
| Venezuela       | Llaneros Nuevo             | Sí        |                    |                  |
| Venezuela       | Mineros de Guayana Nuevo   | Sí        |                    |                  |
| Venezuela       | Zamora Nuevo               | Sí        |                    |                  |

## Selecciones Nacionales

### Selecciones Masculinas
En esta edición, el videojuego cuenta con 49 selecciones nacionales, en donde destaca la recuperación de la licencia de la Selección de Austria y el regreso de la Selección de China, la cual se ausentó en la entrega anterior. El resto de los equipos son los mismos que en FIFA 19.
| Confederación | País              | Licenciada | Jugadores reales |
| ------------- | ----------------- | ---------- | ---------------- |
| (28)          | Alemania          | Sí         | Sí               |
| (28)          | Austria           | Sí         | Sí               |
| (28)          | Bélgica           | Sí         | Sí               |
| (28)          | Bulgaria          | No         | Sí               |
| (28)          | Dinamarca         | Sí         | Sí               |
| (28)          | Escocia           | Sí         | Sí               |
| (28)          | Eslovenia         | No         | Sí               |
| (28)          | España            | Sí         | Sí               |
| (28)          | Finlandia         | No         | Sí               |
| (28)          | Francia           | Sí         | Sí               |
| (28)          | Gales             | Sí         | Sí               |
| (28)          | Grecia            | Sí         | Sí               |
| (28)          | Hungría           | No         | Sí               |
| (28)          | Inglaterra        | Sí         | Sí               |
| (28)          | Irlanda           | Sí         | Sí               |
| (28)          | Irlanda del Norte | Sí         | Sí               |
| (28)          | Islandia          | Sí         | Sí               |
| (28)          | Italia            | Sí         | Sí               |
| (28)          | Noruega           | Sí         | Sí               |
| (28)          | Países Bajos      | Sí         | Sí               |
| (28)          | Polonia           | Sí         | Sí               |
| (28)          | Portugal          | Sí         | Sí               |
| (28)          | República Checa   | Sí         | Sí               |
| (28)          | Rumanía           | Sí         | Sí               |
| (28)          | Rusia             | Sí         | Sí               |
| (28)          | Suecia            | Sí         | Sí               |
| (28)          | Suiza             | No         | Sí               |
| (28)          | Turquía           | Sí         | Sí               |
| (10)          | Argentina         | Sí         | Sí               |
| (10)          | Bolivia           | No         | Sí               |
| (10)          | Brasil            | Sí         | No               |
| (10)          | Chile             | Sí         | Sí               |
| (10)          | Colombia          | No         | Sí               |
| (10)          | Ecuador           | No         | No               |
| (10)          | Paraguay          | No         | Sí               |
| (10)          | Perú              | No         | Sí               |
| (10)          | Uruguay           | No         | No               |
| (10)          | Venezuela         | No         | Sí               |
| (3)           | Canadá            | Sí         | Sí               |
| (3)           | Estados Unidos    | Sí         | Sí               |
| (3)           | México            | Sí         | Sí               |
| (4)           | Camerún           | No         | Sí               |
| (4)           | Costa de Marfil   | No         | Sí               |
| (4)           | Egipto            | No         | Sí               |
| (4)           | Sudáfrica         | No         | Sí               |
| (3)           | Australia         | Sí         | Sí               |
| (3)           | China             | Sí         | Sí               |
| (3)           | India             | No         | No               |
| (1)           | Nueva Zelanda     | Sí         | Sí               |

### Selecciones Femeninas
Este año, el fútbol femenino nuevamente dice presente con la aparición de 16 selecciones. Entre las novedades destaca el regreso de la Selección de China, de la Selección de Escocia y de la Selección de Japón, sin embargo, se pierde la Selección de Italia. El resto de los equipos son los mismos que se pudieron encontrar en la versión inicial de la entrega anterior.
| Confederación | País            | Jugadoras reales |
| ------------- | --------------- | ---------------- |
| (8)           | Alemania        | Sí               |
| (8)           | Escocia Regresa | Sí               |
| (8)           | España          | Sí               |
| (8)           | Francia         | Sí               |
| (8)           | Inglaterra      | Sí               |
| (8)           | Noruega         | Sí               |
| (8)           | Países Bajos    | Sí               |
| (8)           | Suecia          | Sí               |
| (1)           | Brasil          | No               |
| (3)           | Canadá          | Sí               |
| (3)           | Estados Unidos  | Sí               |
| (3)           | México          | Sí               |
| (3)           | Australia       | Sí               |
| (3)           | China Regresa   | Sí               |
| (3)           | Japón Regresa   | Sí               |
| (1)           | Nueva Zelanda   | Sí               |

## Estadios
Se añadieron más estadios para este juego, con respecto al anterior. Por ejemplo, se suman muchos estadios alemanes (aunque se pierde la licencia del Allianz Arena del Bayern Múnich, por su exclusividad en PES, que también obtuvo la licencia del Allianz Stadium de la Juventus) y también se suman los estadios de Racing Club e Independiente, estos 2 últimos debido a la incorporación de la CONMEBOL Libertadores, CONMEBOL Sudamericana y CONMEBOL Recopa al juego. El resto de los estadios, son los mismos que estuvieron presentes en FIFA 19, considerando también a los estadios ficticios.

### Estadios Reales
| País           | Liga                      | Estadio                    | Equipo/s local/es                         |
| -------------- | ------------------------- | -------------------------- | ----------------------------------------- |
| Alemania       | Bundesliga                | RheinEnergieStadion        | 1. FC Colonia Nuevo                       |
| Alemania       | Bundesliga                | Opel Arena                 | 1. FSV Maguncia 05 Nuevo                  |
| Alemania       | Bundesliga                | BayArena                   | Bayer Leverkusen Nuevo                    |
| Alemania       | Bundesliga                | Signal Iduna Park          | Borussia Dortmund                         |
| Alemania       | Bundesliga                | Commerzbank-Arena          | Eintracht Frankfurt Nuevo                 |
| Alemania       | Bundesliga                | Merkur Spiel-Arena         | Fortuna Düsseldorf Nuevo                  |
| Alemania       | Bundesliga                | WWK Arena                  | FC Ausburgo Nuevo                         |
| Alemania       | Bundesliga                | Veltins-Arena              | FC Schalke 04                             |
| Alemania       | Bundesliga                | Olympiastadion             | Hertha Berlín Alemania                    |
| Alemania       | Bundesliga                | Borussia-Park              | Borussia Mönchengladbach                  |
| Alemania       | Bundesliga                | Red Bull Arena             | RB Leipzig Nuevo                          |
| Alemania       | Bundesliga                | PreZero Arena              | TSG Hoffenheim Nuevo                      |
| Alemania       | Bundesliga                | Volkswagen-Arena           | VfL Wolfsburgo Nuevo                      |
| Alemania       | Bundesliga                | Weserstadion               | Werder Bremen Nuevo                       |
| Alemania       | Bundesliga 2              | Volksparkstadion           | Hamburgo SV                               |
| Arabia Saudita | Saudi Professional League | King Fahd International    | Al Hilal Al Nasr Al Shabab Arabia Saudita |
| Arabia Saudita | Saudi Professional League | King Abdullah Sports City  | Al Ahli Al-Ittihad                        |
| Argentina      | Superliga Quilmes Clásica | Libertadores de América    | Independiente Nuevo                       |
| Argentina      | Superliga Quilmes Clásica | Presidente Perón           | Racing Club Nuevo                         |
| Canadá         | Major League Soccer       | BC Place                   | Vancouver Whitecaps Canadá                |
| España         | LaLiga Santander          | Mendizorroza               | Alavés                                    |
| España         | LaLiga Santander          | San Mamés                  | Athletic Bilbao                           |
| España         | LaLiga Santander          | Wanda Metropolitano        | Atlético Madrid                           |
| España         | LaLiga Santander          | Abanca-Balaídos            | Celta Vigo                                |
| España         | LaLiga Santander          | Municipal de Ipurúa        | Eibar                                     |
| España         | LaLiga Santander          | RCDE Stadium               | Espanyol                                  |
| España         | LaLiga Santander          | Coliseum Alfonso Pérez     | Getafe                                    |
| España         | LaLiga Santander          | Butarque                   | Leganés                                   |
| España         | LaLiga Santander          | Ciudad de Valencia         | Levante                                   |
| España         | LaLiga Santander          | Benito Villamarín          | Real Betis                                |
| España         | LaLiga Santander          | Santiago Bernabéu          | Real Madrid España                        |
| España         | LaLiga Santander          | Reale Arena                | Real Sociedad                             |
| España         | LaLiga Santander          | José Zorilla               | Real Valladolid Nuevo                     |
| España         | LaLiga Santander          | Ramón Sánchez-Pizjuán      | Sevilla                                   |
| España         | LaLiga Santander          | Mestalla                   | Valencia                                  |
| España         | LaLiga Santander          | Estadio de la Cerámica     | Villarreal                                |
| España         | LaLiga SmartBank          | Abanca-Riazor              | Deportivo La Coruña                       |
| España         | LaLiga SmartBank          | Municipal de Montilivi     | Girona                                    |
| España         | LaLiga SmartBank          | El Alcoraz                 | Huesca Nuevo                              |
| España         | LaLiga SmartBank          | Estadio de Gran Canaria    | Las Palmas                                |
| España         | LaLiga SmartBank          | La Rosaleda                | Málaga                                    |
| España         | LaLiga SmartBank          | Estadio de Vallecas        | Rayo Vallecano Nuevo                      |
| Estados Unidos | Major League Soccer       | Mercedes-Benz              | Atlanta United                            |
| Estados Unidos | Major League Soccer       | Dignity Health Sports Park | Los Angeles Galaxy                        |
| Estados Unidos | Major League Soccer       | Red Bull Arena             | New York Red Bulls Nuevo                  |
| Estados Unidos | Major League Soccer       | CenturyLink Field          | Seattle Sounders                          |
| Francia        | Ligue 1                   | Groupama                   | Olympique Lyonnais Nuevo                  |
| Francia        | Ligue 1                   | Orange Vélodrome           | Olympique de Marseille                    |
| Francia        | Ligue 1                   | Parc des Princes           | Paris Saint-Germain                       |
| Gales          | EFL Championship          | Cardiff City Stadium       | Cardiff City Gales                        |
| Gales          | EFL Championship          | Liberty Stadium            | Swansea City                              |
| Países Bajos   | Eredivisie                | Johan Cruijff ArenA        | Ajax Holanda                              |
| Inglaterra     | Premier League            | Emirates Stadium           | Arsenal                                   |
| Inglaterra     | Premier League            | Villa Park                 | Aston Villa                               |
| Inglaterra     | Premier League            | Vitality Stadium           | Bournemouth                               |
| Inglaterra     | Premier League            | Amex Stadium               | Brighton & Hove Albion                    |
| Inglaterra     | Premier League            | Turf Moor                  | Burnley                                   |
| Inglaterra     | Premier League            | Stamford Bridge            | Chelsea                                   |
| Inglaterra     | Premier League            | Selhurst Park              | Crystal Palace                            |
| Inglaterra     | Premier League            | Goodison Park              | Everton                                   |
| Inglaterra     | Premier League            | King Power Stadium         | Leicester City                            |
| Inglaterra     | Premier League            | Anfield                    | Liverpool                                 |
| Inglaterra     | Premier League            | Etihad Stadium             | Manchester City                           |
| Inglaterra     | Premier League            | Old Trafford               | Manchester United                         |
| Inglaterra     | Premier League            | St James' Park             | Newcastle United                          |
| Inglaterra     | Premier League            | Carrow Road                | Norwich City                              |
| Inglaterra     | Premier League            | Bramall Lane               | Sheffield United Nuevo                    |
| Inglaterra     | Premier League            | St Mary's Stadium          | Southampton                               |
| Inglaterra     | Premier League            | Tottenham Hotspur Stadium  | Tottenham Hotspur                         |
| Inglaterra     | Premier League            | Vicarage Road              | Watford                                   |
| Inglaterra     | Premier League            | London Olimpic Stadium     | West Ham United                           |
| Inglaterra     | Premier League            | Molineux Stadium           | Wolverhampton Wanderers                   |
| Inglaterra     | EFL Championship          | Craven Cottage             | Fulham                                    |
| Inglaterra     | EFL Championship          | John Smith's               | Huddersfield Town                         |
| Inglaterra     | EFL Championship          | KCOM                       | Hull City                                 |
| Inglaterra     | EFL Championship          | Riverside Stadium          | Middlesbrough                             |
| Inglaterra     | EFL Championship          | Kiyan Prince Foundation    | Queens Park Rangers                       |
| Inglaterra     | EFL Championship          | The Hawthorns              | West Bromwich Albion                      |
| Inglaterra     | EFL One                   | Fratton Park               | Portsmouth                                |
| Inglaterra     | EFL One                   | Stadium of Light           | Sunderland                                |
| Inglaterra     | Otros                     | Wembley Stadium            | Inglaterra                                |
| Italia         | Serie A TIM               | San Siro                   | AC Milan Inter Milan                      |
| Italia         | Serie A TIM               | Olímpico                   | Lazio Roma Italia                         |
| Japón          | J. League Division 1      | Suita City Football        | Gamba Osaka                               |
| México         | Liga Bancomer MX          | Azteca                     | América Cruz Azul México                  |
| Rusia          | Resto del Mundo           | Otkrytie Arena             | Spartak Moscú Rusia                       |
| Turquía        | Spor Toto Süper Lig       | Atatürk Olimpiyat          | Turquía                                   |
| Ucrania        | Resto del Mundo           | Donbass Arena              | Shakhtar Donetsk                          |

### Estadios Ficticios
| Al Jayeed Stadium                |
| Aloha Park                       |
| Arena del Centenario             |
| Arena D'Oro                      |
| Court Lane                       |
| Crown Lane                       |
| Eastpoint Arena                  |
| El Grandioso                     |
| El Libertador                    |
| Estadio de las Artes             |
| Estadio El Medio                 |
| Estadio Presidente General López |
| Euro Park                        |
| FeWC Stadium*                    |
| Forest Park Stadium              |
| Ivy Lane                         |
| Molton Road                      |
| O Dromo                          |
| Sanderson Park                   |
| Stade Classico                   |
| Stadion 23. Maj                  |
| Stadion Europa                   |
| Stadion Hanguk                   |
| Stadion Neder                    |
| Stadion Olympic                  |
| Town Park                        |
| Union Park Stadium               |
| Waldstadion                      |

- El estadio FeWC Stadium solo está disponible para PS4, Xbox One y PC y será usado en los FIFA eWorld Cup Series.

## FUT
Ultimate Team, también conocido como FUT, es un modo personalizado basado en cartas, diferente a cualquier otra cosa que puedas encontrar en el juego. En lugar de elegir un equipo prefabricado o reclutar jugadores, construyes tu equipo usando cartas, que compras con dinero real o del juego. El objetivo es conseguir los mejores jugadores del Ultimate Team ganando partidos y consiguiendo recompensas en sus diferentes modos de juego.
En FUT aparecen las cartas de todos los jugadores agregados al propio Fifa 20. Estas cartas pueden ser de diferentes versiones: pueden sacar una carta por haber jugado bien en la jornada anterior, por su actuación en un torneo de liga nacional o continental, e incluso por un evento o festividad mundial. Aparte están los iconos, que son cartas en las que se recuerda a algunos de  los grandes jugadores ya retirados.
Los iconos son:

### Porteros
- Lev Yashin
- Edwin van der Sar
- Jens Lehmann
- Peter Schmeichel

### Defensas
| - Paolo Maldini - Bobby Moore - Carles Puyol - Fabio Cannavaro - Carlos Alberto Torres - Franco Baresi - Alessandro Nesta | - Javier Zanetti - Rio Ferdinand - Roberto Carlos - Fernando Hierro - Laurent Blanc - Sol Campbell - Ronald Koeman |

### Mediocampistas
| - Clarence Seedorf - Claude Makélélé - Deco - Emmanuel Petit - Frank Lampard - Juan Sebastián Verón - Gennaro Gattuso - Gheorghe Hagi - Jari Litmanen - Luís Figo - Frank Lampard - Michael Laudrup - Diego Maradona - Lothar Matthäus - Michael Ballack - Hidetoshi Nakata - Andrea Pirlo - Kaká | - Pavel Nedvěd - Jay-Jay Okocha - Marc Overmars - Robert Pirès - Ruud Gullit - Frank Rijkaard - Ronaldinho - Roy Keane - Rui Costa - Ryan Giggs - Paul Scholes - Sócrates - Steven Gerrard. - Patrick Vieira - Juan Román Riquelme - Zinedine Zidane - Josep Guardiola |

### Delanteros
| - Alessandro Del Piero - Dennis Bergkamp - Emilio Butragueño - Eusebio. - George Best - Thierry Henry - Filippo Inzaghi - Johan Cruyff - Hernán Crespo - Luis Hernández - Henrik Larsson - Hugo Sánchez - Gary Lineker - Miroslav Klose - Michael Owen - Ian Wright - Garrincha | - Patrick Kluivert - Pelé - Raúl González Blanco - Rivaldo - Roberto Baggio - Ronaldo - Alan Shearer - Hristo Stoichkov - David Trezeguet - Ruud van Nistelrooy - Christian Vieri - Gianfranco Zola - Andriy Shevchenko - Didier Drogba - Ian Rush - Kenny Dalglish |

Los iconos tienen tres versiones, las cuales describen diferentes etapas de la trayectoria de cada uno, todas esas versiones con medias diferentes. Existen también los Iconos Moments o Iconos Super Prime los cuales reflejan la época de mayor esplendor de ese jugador. El 3 de diciembre de 2019, el personal de EA Sports decidió eliminar del juego al jugador Marco van Basten por realizar un comentario Nazi y racista y al EA Sports apoyar campañas contra el racismo han decidido eliminarlo de por vida del juego.

## Banda sonora
| La lista de canciones incluidas en el juego son: - Another Sky - The Cracks - Apre - Come Down - BJ The Chicago Kid - Feel The Vibe (ft. Anderson .Paak) - Buscabulla - Vámono - Cautious Clay - Erase - Child Of The Parish - Before The Moment's Gone - Colouring - Oh My God! - Danay Suárez - La razón del equilibrio - Dennis Lloyd - Wild West - Dominic Fike - Phone Numbers - Everyone You Know - She Don't Dance - Fieh - Glu - Flume - Rushing Back (ft. Vera Blue) - Foals - The Runner - Friedberg - Go Wild - Goldlink - Zulu Screams (ft. Maleek Berry & Bibi Bourelly) - half•alive - Runaway - Hot Chip - Positive - Jai Paul - He - Janice - Hearts Will Bleed - JB Scofield - Strerch It - Jevon - Lil Zé - Judah & The Lion - Why Did You Run? - Jyellowl - Ozone - Kamakaze & Massappeals - Last Night (ft. Morgan Munroe) - Kojey Radical - Where Do I Begin - Loyle Carner - Angel (ft. Tom Misch) - Major Lazer - Qué Calor (ft. J Balvin & El Alfa) - Masego - Big Girls - Milky Chance - Fado - MNDR - Save Me - Obongjayar - Frens - P Money - Where & When (ft. Giggs) - Pixx - Funsize - Rosalía - Yo x Ti, Tu x Mi (ft. Ozuna) - Sampa The Great - OMG - Skepta - Same Old Story - Sofi Tukker - Swing - Suzi Wu - Highway - The Knocks & Kah-Lo - Awa Ni - The S.L.P. - Favourites (ft. Little Simz) - Tierra Whack - Unemployed - Ttrruuces - I'm Alive | La lista de canciones incluidas en el modo de juego VOLTA son: - 24kGoldn - Workin' - Aaron Aye - Roots - Alison Wonderland & Blessus - Here 4 U - Anderson .Paak - Bubblin - Baauer - 3 AM (ft. AJ Tracey & Jae Sthephens) - Bearson - Pink Medicine - Benny Benassi - Back To The Pump - Birdman & Juvenile - Broke - Cheat Codes - Be The One (ft. Kaskade) - Chris Lake & Anna Lunoe - Stomper - Cmd/Ctrl - Machinist - D Double E - Dem Man Dere - Daddy's Groove & Cryogenix - Black - Deorro - Bomba - Disclosure - Confess To Me (ft. Jessie Ware) - Don Diablo - People Say (ft. Paije) - Don Elektron - Guerreira (ft. Gata Misteriosa) - Don Elektron - Break The Discoteca - Every You Know - She Don't Dance - Flume & Hwls - High Beams (ft. Slowthai) - Footsie - Music Money (ft. D Double E & Jammer) - Footise & Takjacob - Running Man - Heavy Baile & Ruxell - Calorzão - Hoodboi - Tunnel Vision (ft. Jerry Folk) - Hoodboi - Glide (ft. Tkay Maidza) - Ivan Ooze - Way Past Them - JB Scofield - Strerch It - Jevon - Lil Zé - Jorja Smith & Preditah - On My Mind (Preditah VIP Mix) - Jyellowl - Ozone - Kamakaze & Massappeals - Last Night (ft. Morgan Munroe) - Kaskade - MIA To LAS - Leo Justi - Pros Amigos (ft. MC Tchelinho) - Leo Justi - Diam Riddim - Leo Justi - Vira A Cara - Leo Justi & Brazzabelle- Próximo Riddim - LightSkinKeisha - Hey LightSkin (ft. Yella Beezy) - Louis The Child - Interstellar - Louis The Child - Space Jam - Louis The Child - Breaking News (ft. Raye) - Luna Shadows - Waves (Hex Cougar Remix) - Major Lazer - Qué Calor (ft. J Balvin & El Alfa) - Megan Thee Stallion - Money Good - Mura Masa & Octavian - Move Me - Mura Masa - What If I Go? (ft. Bonzai) - Myles Parrish - Drop It (Donde Quieras) - NSG ft. Not3s - Pushing Up - Ohana Bam - Make Way For The King - P Money - Where & When (ft. Giggs) - P-Lo - Type Beat - Ruxell - Yo Quiero Beber (ft. Young Ash) - Ruxell - Zona Oeste - Sam Spiegel & Tropkillaz - Perfect (ft. BIA & MC Pikachu) - San Holo - RAW - Skepta - Same Old Story - Skizzy Mars - No Advice - Skizzy Mars - Take It Back - slowthai & Mura Masa - Doorman - Suzi Wu - Highway - Swizz Beats ft. Giggs - Come Again - Tagua Tagua - Peixe Voador - TOKiMONSTA - The Force (ft. Kool Keith) - Travis Thompson - I Wish - Trillary Banks - Get The Strap - Whethan - Love Gang (ft. Charli XCX) - Wolfgang Gartner - Anaconda - Wost - Toma (ft. OCM) - Yizzy - Hustle Hard - Zoot ft. Wiley - Coasting - Zeds Dead & Jauz - Light Go Down |